# Rhin postérieur
Pour les articles homonymes, voir Rhein et Rhin.
Le Rhin postérieur (en allemand : Hinterrhein ; en romanche : Rein posteriur) est une rivière de Suisse, affluent du Rhin. Quelques kilomètres en amont de Coire, il conflue avec le Rhin antérieur pour former le fleuve Rhin.

## Parcours
Le Rhin postérieur prend sa source dans les Alpes lépontines à proximité du Rheinwaldhorn dans le canton des Grisons. Il est alimenté par le glacier Paradis sur les pentes du Vogelberg. Il suit son cours en direction de l'est-nord-est, à Andeer il bifurque en direction du nord. Il reçoit l'Albula sur sa rive droite à Fürstenau, puis continue vers le nord, avant de rejoindre le Rhin antérieur à Tamins-Reichenau.

## Aménagement hydroélectrique
Depuis 1963, le Rhin postérieur a fait l'objet de créations d'ouvrages hydroélectriques.